# Peruviogomphus pearsoni
Peruviogomphus pearsoni – gatunek ważki z rodziny gadziogłówkowatych (Gomphidae). Występuje na terenie Ameryki Południowej.